# Катедрала у Звартноцу
Катедрала у Звартноцу (јерм. Զուարթնոց у преводу ”небеских анђела“) представља остатке јерменске катедрале на источном крају Ечмијадзина. Изграђена је по налогу католикоса Нерсеса III у периоду 641—653. године.
Католикос Нерсес III (надимком "Градитељ") је између 641. и 653. градио катедралу на месту где су се упознали краљ Трдат III и Свети Гргур Просветитељ. Обојица су заслужни за покрштавање Јермена. Катедрала је била јединствена по свом облику: кружна основа са средишњом куполом на колонади аркада и полигоналним спољним зидовима од 32 угла. Уз њу су се налазила Патријархална палата и винарија, а унутрашњост је била осликана фрескама. Она је снажно утицала на многе грађевине које су у будућности изграђене у Јерменији и шире (Турска и Иран). Уништена је у снажном земљотресу 930. године и откривена је тек почетком 20. века. Њен проналазач, архитекта Торос Тораманијан, предузео је и прве радове на њеној обнови.
Скица катедрале се налази на првом издању новчанице од 100 јерменских драма. Модел катедрале се налази у јереванском Историјском музеју.
Катедрала у Звартноцу, заједно са неколико оближњих локалитета (Катедрала и цркве Ечмијадзина и археолошки локалитет Звартноц), заштићена је и уврштена на УНЕСКО-в списак Светске баштине у Азији и Аустралазији 2000. године.
У близини локалитета се налази Међународни аеродром града Јеревана.